# Дубовик, Александр Михайлович
Алекса́ндр Миха́йлович Дубовик (укр. Дубовик Олександр Михайлович; род. 1 августа 1931 года, Киев) — украинский живописец, график и монументалист, представитель «неофициального» искусства советского времени, известного сегодня как искусство шестидесятников. Член Национального союза художников Украины (1958), Почётный член Национальной академии искусств Украины (2009), Национальная легенда Украины (2024).
Станковые произведения Александра Дубовика были представлены на многочисленных персональных выставках в Украине, а также находятся в музеях и частных коллекциях многих стран мира. Он участвовал в более чем 60 групповых проектах в Украине, России, Польше, Словакии, Великобритании, Франции, Финляндии, Германии, Австрии. С 2019 года исследованием и сохранением творчества художника занимается Stedley Art Foundation.
В честь созданного Александром Дубовиком в 1960-х годах нового знака — букета, в Киеве ежегодно проходит фестиваль высокого искусства «Bouquet Kyiv Stage».

## Биография
Александр Дубовик родился 1 августа 1931 года в Киеве. Отец, Михаил Дубовик — известный украинский поэт, член литературного объединения «Плуг», мать — преподаватель педагогического института. Александру имя дал отец, назвав его в честь своего товарища Александра Довженко, также входившего в литературное объединение «Плуг». В 1941 году, когда Александру Дубовику было 10 лет, его отец получает обвинения в контрреволюционной деятельности. Его арестовали и приговорили к расстрелу. Казнь произошла в том же году, о чём не было сообщено семье. Михаил Дубовик будет посмертно реабилитирован в 1955.
В 1948—1950 гг. учился в Киевской средней художественной школе им. Т. Г. Шевченко у Геннадия Титова. В 1951—1957 годах учился в Киевском художественном институте (сегодня Национальная академия изобразительного искусства и архитектуры). После окончания, с 1962 по 1965 год продолжил обучение в аспирантуре творческих мастерских Академии искусств СССР в Киеве под руководством Сергея Григорьева.
В период с 1959 по 1962 год преподавал живопись и рисунок в Киевском училище прикладного искусства. А с 1968 года на два года становится художником-оформителем журнала «Изобразительное искусство». В 1958 году становится членом Национального союза художников Украины, в Киевской организации представляет секцию монументально-декоративного искусства. В настоящее время художник активно включается в общественную работу в молодёжной секции Союза художников. В период «оттепели» на неё возлагали большие надежды, связанные со свободой творчества, либерализацией культуры и ослаблением официальных установок на соцреализм.
В 1987 году руководитель творческого объединения «Погляд». Участвовал в выставке творческого объединения художников-монументалистов «Погляд» в стенах Киевского политехнического института.
Женат на Ирине Дубовик (1945 г.р.), живёт и работает в Киеве.

## Творчество

### Живопись и графика
Александр Дубовик получил образование в Киевском художественном институте. Его преподавателями были С. Григорьев, Г. Титов и М. Хмелько, работавшие в реалистическом методе и передавшие своим ученикам хорошие знания ремесла. Поэтому ранние произведения А. Дубовика выполнены в традиционном для того времени академическом ключе, тяготеют к стилистике строгого стиля, в которой работало большинство советских живописцев второй половины XX века. Наставления преподавателей Дубовик реализовал в дипломной работе «Юлиус Фучик», которая вскоре экспонировалась на выставке в рамках VI Всемирного фестиваля молодёжи и студентов в Москве. Работа отвечала всем академическим требованиям, но в то же время художник решал в ней чисто формальные задачи.
Постепенно образы на холстах Дубовика становятся всё более обобщёнными. От картины к картине художник избавляется от валеров, слишком конкретной индивидуализации характеров, фактурности. Это становится лишним в творческом методе художника. Как пишет З. В. Фогель во вступительной статье к каталогу выставки А. Дубовика: «В А. Дубовике жило стремление найти самые общие доминанты состояния мира и духа, структуру глубинных мотивов современной человеческой психологии и показать это не на назидательных примерах, а в виде наиболее общих художественных образов-понятий».
Смысл творчества Дубовика изначально полон размышлениями о пространстве, это то, что станет константой во всех его произведениях до сих пор. В период с конца 1950-х по 1960-е годы, даже если ещё ощутимы колебания в выборе точки опоры, художник уже демонстрирует сильную личность. Пространство его полотен уже очень логично простроены. Это, например, видно в картинах «Физики-атомщики» (1963) или «Операция» (1965), «Вернигероде» (1968 и 1970), другие полотна объединяют гибкость линий, геометрические планы и примитивистскую декоративную лёгкость. Это «Портрет брата», «Рассвет» (1962), «Кукла» (1965), «Амстердам» (1970); это также характерно для северных пейзажей, раскрывающих колористический минимализм в картинах: «Ладожское озеро» (1953), «Карелия» (1958), «Пейзаж» (1968), а также связывает такие работы, как «Ойкумена» (1963).), «Дальние острова» (1969), «Ладожское озеро» (1967), «Спокойствие» (1970), где прослеживается космичность представленных форм. Эти элементы примитивистского декоративизма особенно присутствуют в «Портрете М. Журавля» (1966), «Маленькая девочка с обручем» (1967) или в «Портрете Ирины» (1969).
Конец 1960-х стал временем обретения силы творческого духа и постепенного переосмысления полученного в художественном институте опыта. Дубовик открывает идеи Матюшина, сподвижника Малевича, который в 1920-х годах переосмыслил значение цвета, выдвинул идею сцепляющего цвета. В то же время новому осмыслению подвергается форма, понятие о модуле, порядке на холсте и постепенно развивается новая художественная система художника — суггестивный реализм. Суггестия — по Дубовику — это уплотнённая, противоречивая и многозначная действительность[7]. Важным моментом остаётся то, что Дубовик называет новое направление реализмом, хотя многие рассматривают его работу как чистую абстракцию. В 1966 году пишет полотно под названием «Букет», ставшее знаковым для всего творчества Александра Дубовика. Именно этим полотном обозначено начало нового творческого этапа художника, появление нового знака и смену творческой парадигмы автора. Автор разработал индивидуальный образно-пластический язык, где в одно целое соединились поиски Дубовика, его взгляд на кубизм, абстракцию, иконопись и авангард.
Для Александра важно донести, что нужно не играть формой и цветом, а добавить к так называемой абстракции ещё и понятийный уровень. Создать на плоскости картины новую мифологию, которая обогащала бы и оправдывала цветовую вакханалию. Одновременно самой удачной формой для этого стал квадрат. С конца 1960-х фактически все станковые произведения художника выполнены на квадратных форматах.
Художник начал писать собственные правила, не стал конъюнктурщиком как многие работавшие в Союзе художников коллеги, нашёл в себе силы противостоять системе. Тогда же происходит окончание «оттепели», меняется система власти, отношение к искусству. Начинается эпоха «застоя». После этого на двадцать лет практически до конца 1980-х картины Александра Дубовика исчезают из выставочных залов.
Созданная Дубовиком система символов стала значимым достижением художника, его открытием. Каждый символ у Дубовика имеет уникальное значение: букет — понятие другой реальности, выхода в другой мир, триумфатор — победитель над реальностью, лошадь — символ свободного духа. Также он открыл для зрителя новое понятие палимпсеста — наслоение разных реальностей и горизонтов, которые есть в его картинах. Этому понятию художник посвятил трактат, где подробно описывает свои идеи, подкрепляя их цитатами философов и теоретиков искусства разных времён.
В 1970-1980-тых активно работает в монументально-декоративном цеху Союза художников.
Рубеж 1980-х-1990-х выделяется в творчестве художника продолжением темы букета, развитием ранее намеченных знаков как в визуальном, так и смысловом направлении, а также создания новых крупных серий, выполненных гуашью на бумаге. Эти серии создавались в период перестройки, когда творчество Дубовика наконец-то вырвалось в мир. В конце 1980-х Советский Союз после десятилетий застоя перешёл в новый этап, что создало благоприятную атмосферу для развития творчества, а главное возможности представлять свои работы на выставках. В 1988 году проходит первая персональная выставка в Союзе художников РСФСР в Киеве, а годом позже в Москве и в галерее Вайнера в Мюнхене (Германия).
С 1989 года Александр Дубовик начинает активно путешествовать и выставлять работы за рубежом: Франция, Германия, США становятся странами, где творчество и идеи этого шестидесятника принимают с охотой. Александр Дубовик стал первым украинским художником, получившим грант на путешествие в США.
В последние годы Александр Дубовик активно работает над своими манифестами и продолжает создавать масштабные произведения и графические серии. Активно занимается изданием книг. В частности серия книг «Слова», которая уже насчитывает 4 тома, презентует произведения Дубовика разного периода рядом с его избранными выражениями, цитатами философов, писателей, художников, а также в них он публикует части своего уникального словаря «ПСИХ» (рус.: полный словарь интеллигентного художника).

### Монументальное искусство
В то время, когда станковое творчество Александра стало табу для выставочных залов, он искал другие пути заработка и реализации собственных идей. Поэтому устроился на работу художником-оформителем в журнале «Образотворче мистецтво», а с 1970 года получает заказы от монументально-декоративного цеха СХУ.
Искусство шестидесятников было бескомпромиссным, смелым и самобытным явлением. Будучи в оппозиции к власти и навязанному ею художественному методу, не имея возможности экспериментировать с формой и цветом в своих станковых работах, им удалось найти выход в монументальном искусстве. Нередко под видом декоративных приёмов в мозаиках, росписях и витражах воплощались новаторские пластические решения, запрещённые в официальной живописи.
Александр создал немало монументально-декоративных работ в Украине и за её пределами: витражи «Ветер странствий» и «Карнавал» для санатория «Восход» в Феодосии (1983, 1988), витраж «Праздник» для здания Торгово-промышленной палаты в Киеве (1986), мозаика «Мир техники» на фасаде Дома юного техника в Киеве (1980), мозаика «Триумф знания» для киевского завода «Кристалл» (1984), мозаика «В мире сказок» для детского сада в пгт Хелюля Карельской АССР (1985), мозаика «Взаимодействие» для Львовского физико-математического института (1986) и др.
Самые свои монументальные произведения Александр Дубовик создал в середине 1990-х: витраж Новоапостольской церкви в Киеве и росписи капеллы Нотр Дам дез Анж во французском городе Берр-Лез-Альп неподалёку от Ниццы.
Важным этапом для Александра Дубовика стала работа над росписями капеллы на Юге Франции. Это часовня XVI века, которую в 1996 году реставрировали, а для оформления интерьера пригласили Александра Дубовика. Это стало возможным благодаря инициативе директора Франко-русского дома Алена Гера и его брата, известного профессора славистики и коллекционера Рене Гера.

### Альбомы и книги
В условиях тоталитарного режима в Советском Союзе и невозможности в течение двадцати лет представлять станковые произведения на выставках Александр Дубовик стал фиксировать свои художественные идеи в блокнотах. Так в его творчестве появился блок уникальных альбомов, в которых запечатлено более сорока лет творческой жизни художника.
... это великолепная современная миниатюра, которая свидетельствует о радостном изобретении художника, постановке его мыслей, его художественных интересов, его лейтмотивах, с использованием коллажа из газетных или книжных вырезок, граффити.Жан-Клод Маркаде
Первый альбом художник начал в середине 1960-х. В нём можно найти эскизные зарисовки, поиски решения композиций некоторых полотен. Все изображения выполнены преимущественно карандашом. На следующих страницах альбомов появляются короткие записи на полях. Очевидно, создавая их, автор не воспринимал альбомы как черновые эскизы, а начал создавать в каждом уникальное произведение. Поэтому со временем они приобретают автономность как арт-объекты, а изображения и текст у них сосуществуют на равных.
Каждый год, начиная с 2019, Stedley Art Foundation издаёт факсимиле одного из альбомов. Номер опубликованного альбома выбирает автор. Уже опубликованы № 25 и 26. Факсимиле 25 альбома было представлено в Национальном художественном музее Украины, а оригинал передан в фонды на хранение.

## Картины автора в коллекциях
Картины автора были экспонированы многими известными галереями и музеями, такими как:
- Национальный художественный музей Украины
- Государственный Русский музей (Санкт-Петербург)
- Государственная Третьяковская галерея (Москва)
- «Zimmerli Art Museum» (Нью-Джерси, США)
- Академия искусств (Москва)
- Тегеранский музей современного искусства (Иран)
- Музей Вюрта (Германия)

## Выставки
Александр Дубовик — участник республиканских, всесоюзных и международных художественных выставок с 1957 года.
Избранные выставки:
2021 Александр Дубовик. Знаки. ЄрмиловЦентр, Харьков, Украина
2021 Отголоски времени. Хмельницкий областной художественный музей, Хмельницкий, Украина
2019 Музей современного искусства Корсакив, Луцк, Украина
2019 Персональная выставка в Хлебне, Национальный заповедник «Софія Київська», Киев, Украина
2017 Календарь озарений. «Белое пространство» Stedley Art Foundation, Киев, Украина
2017 Персональная выставка, НСХУ, Киев, Украина
2016 Лабиринт значений. «Белое пространство» Stedley Art Foundation, Киев, Украина
2016 Юбилейная выставка. Национальный музейный комплекс «Мистецький арсенал», Киев, Украина
2015 Персональная выставка, Украинский культурный центр, Париж, Франция
2014 Девять гуашей. «Белое пространство» Stedley Art Foundation, Киев, Украина
2014 Диалог. Национальний музей им. Тараса Шевченка, Киев, Украина
2013 Воспоминания о будущем. Национальный музейный комплекс «Мистецький арсенал», Киев, Украина
2012 Art Kyiv Contemporary VII. Национальный музейный комплекс «Мистецький арсенал», Киев, Украина
2012 Arsenalle 2012. Национальный музейный комплекс «Мистецький арсенал», Киев, Украина
2012 Украинский институт, Нью-Йорк, США
2012 Галерея «Арт Авеню», Кливленд, США
2011 Национальный художественный музей Украины, Киев, Украина
2011 Ратуша города Майнц, Германия
2011 НЕЗАЛЕЖНІndependant. Киев, Украина
2009 Национальный музей «Киевськая картинная галерея», Киев, Украина
2009 Украинський музей современного искусства, Чикаго, США
2008 Галерея «Старая Ратуша», Потсдам, Германия
2007 Галерея «Арт Депо», Магдебург, Германия
2006 Украинский культурный центр, Париж, Франция
2005 Гербарий Марко Поло. Галерея «Совиарт», Киев, Украина
2005 Президентская галерея, Варшава, Польща
2004 Вино трансцендентности, Украинский национальный музей, Чикаго, США
2003 Галерея «Филлипс», Флорида, США
2002 Национальный художественный музей Украины, Киев, Украина
2002 Секретный архив, галерея «Совиарт», Киев, Украина
1999 Галерея «Teheran Art», Тегеран, Іран
1999 Еспас Карден, Париж, Франция
1999 Национальный художественный музей Украины, Киев, Украина
1998 Галерея «Филлипс», Флорида, США
1998 Музей «Библейский центр», Далас, США
1996 Французский культурный центр в Украине, Киев, Украина
1996 Украинский Институт современного искусства, Чикаго, США
1996 Галерея Alla Rogers, Вашингтон, США
1995 Франко-русский дом Бер-лез-Альп, Ницца, Франция
1994 Муниципальный центр «Ла Базар», Сент-Етьєн, Франция
1991 Национальный художественный музей Украины, Киев
1989 Галерея Вайнера, Мюнхен, ФРГ
1984 Персональная выставка в Союзе архитекторов Украины, Киев, Украина